# Есин, Матвей Фёдорович
Матве́й Фёдорович Е́син (1881, Кулебаки, Нижегородская губерния — 25 мая 1918, там же) — красногвардеец, именем которого названа улица.

## Биография
Родился в 1881 году в селе (ныне город) Кулебаки Ардатовского уезда Нижегородской губернии. Стал членом Российской социал-демократической рабочей партии. После Февральской революции 1917 года — член первого Кулебакского Совета рабочих, крестьянских и солдатских депутатов. После Октябрьской революции — заместитель начальника штаба Кулебакского отряда Красной гвардии. 25 мая 1918 года в Кулебаках произошли вооружённые столкновения, во время которых группа правых эсеров совершила нападение на штаб Красной гвардии и бросила в него бомбу. В результате нападения трое красноармейцев (Есин, Шипов и Бутов) погибли. В тот же день мятеж был подавлен, а комитет правых эсеров арестован. Есин и другие погибшие красноармейцы были похоронены в Кулебаках на братском кладбище.

## Память
Именем Матвея Фёдоровича Есина названа одна из улиц города Кулебаки.